# Hospital universitario Karolinska
El Hospital universitario Karolinska (en sueco: Karolinska Universitetssjukhuset) es un hospital universitario en Estocolmo, Suecia, uno de los 2 lugares más importantes en los municipios de Huddinge y Solna. Es el segundo hospital más grande de Suecia (superado por el Hospital Universitario de Sahlgrenska en Gotemburgo).
El actual Hospital de la Universidad Karolinska es el resultado de la fusión en 2004 entre el antiguo Hospital universitario de Huddinge (Huddinge Universitetssjukhus) en Huddinge, al sur de Estocolmo, y el Hospital Karolinska (Karolinska Sjukhuset) en Solna, al norte de Estocolmo. El nuevo hospital cuenta con unos 15.000 empleados y 1.700 camas de los pacientes. El Hospital de la Universidad Karolinska está estrechamente afiliado con el Instituto Karolinska (Karolinska Institutet). Incorpora el hospital Infantil Astrid Lindgren en Solna y el Hospital de Niños de Huddinge.
En este centro sanitario nació la princesa heredera Victoria de Suecia, así como sus dos hijos.
Las instalaciones del Hospital de la Universidad Karolinska de Solna está en proceso de llegar a ser reemplazadas por el Nuevo Hospital Universitario Karolinska Solna. Dicho nuevo hospital comenzó a acoger pacientes en 2016 y a pesar de ya estar concluidas las obras aún existen problemas graves en su estructura que retrasan el reemplazo. El proyecto en si ha generado mucha controversia y ha sido duramente criticado por su mala planificación, ejecución, administración e incluso por corrupción.
Todo esto llevó al gobierno de Suecia a hacer una revisión general.

## Galería

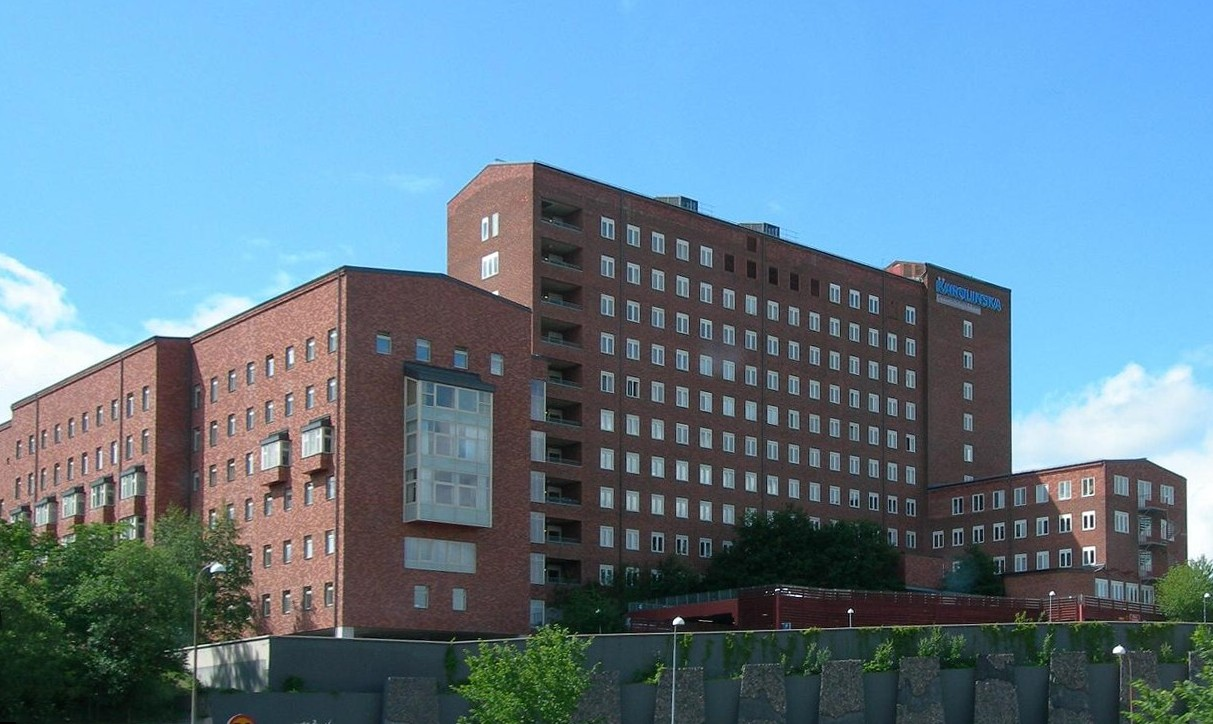
Antiguas instalaciones (Solna).
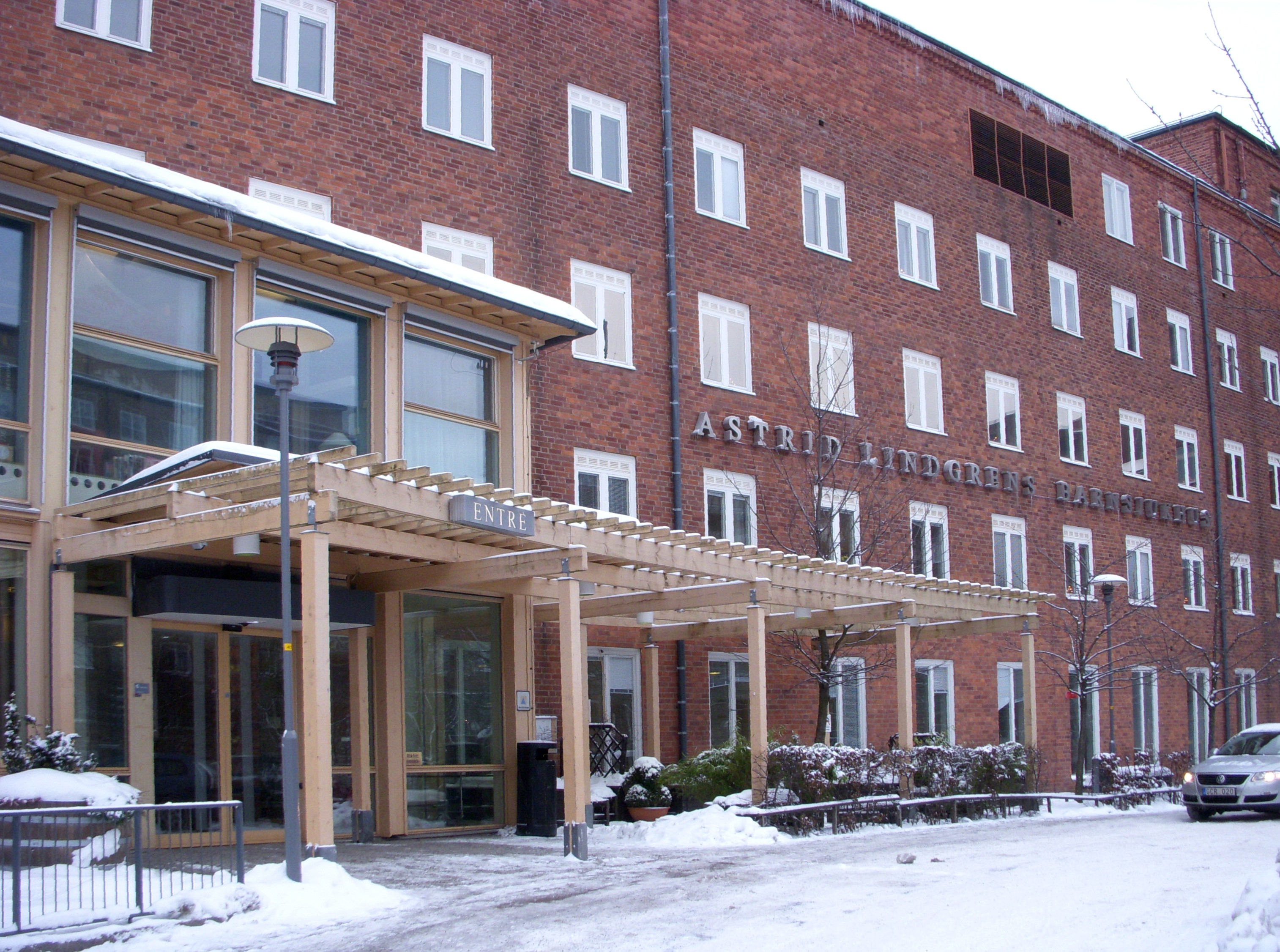
Hospital infantil Astrid Lindgren (Solna).
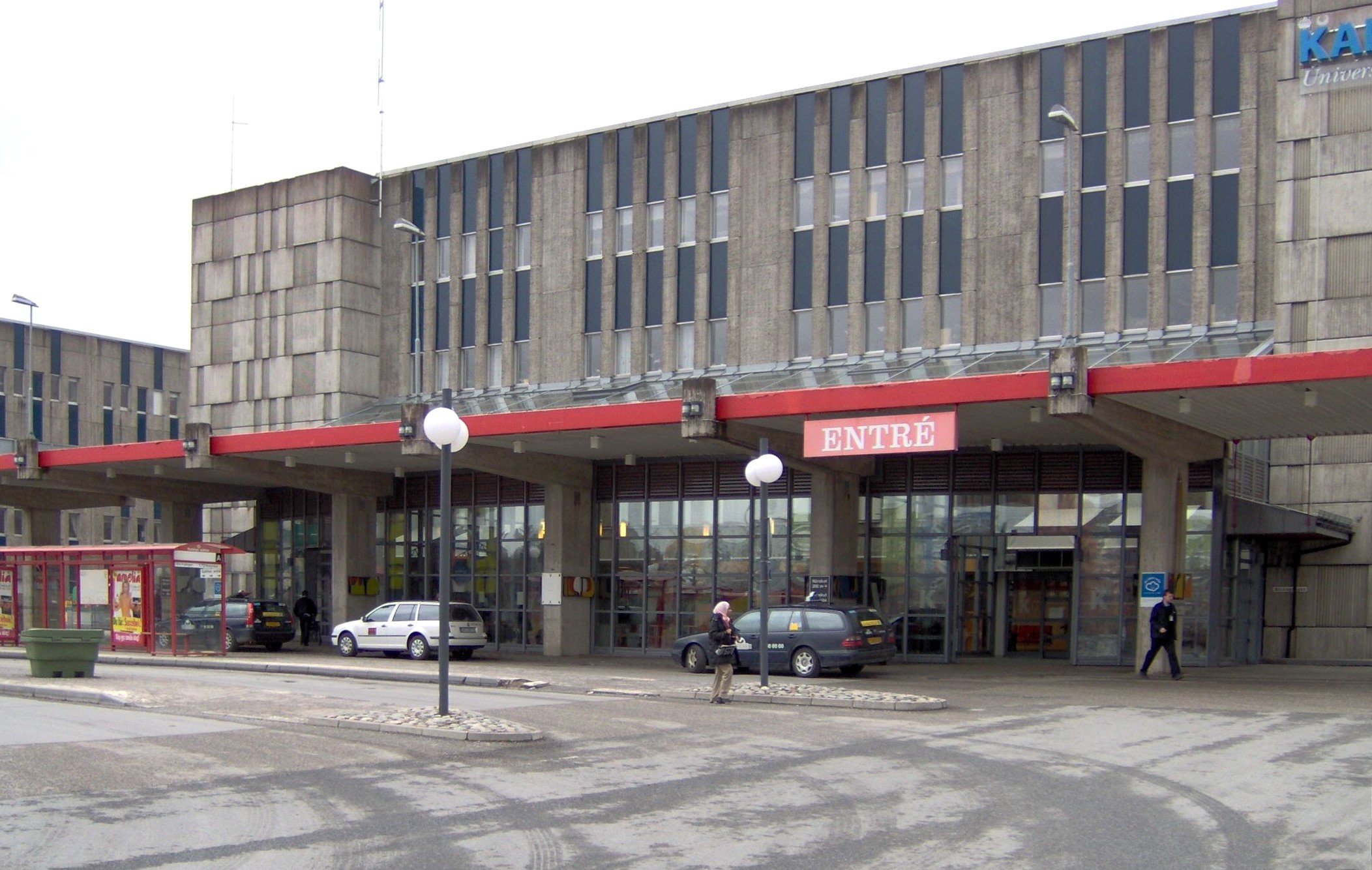
Instalaciones en Huddinge (entrada principal).
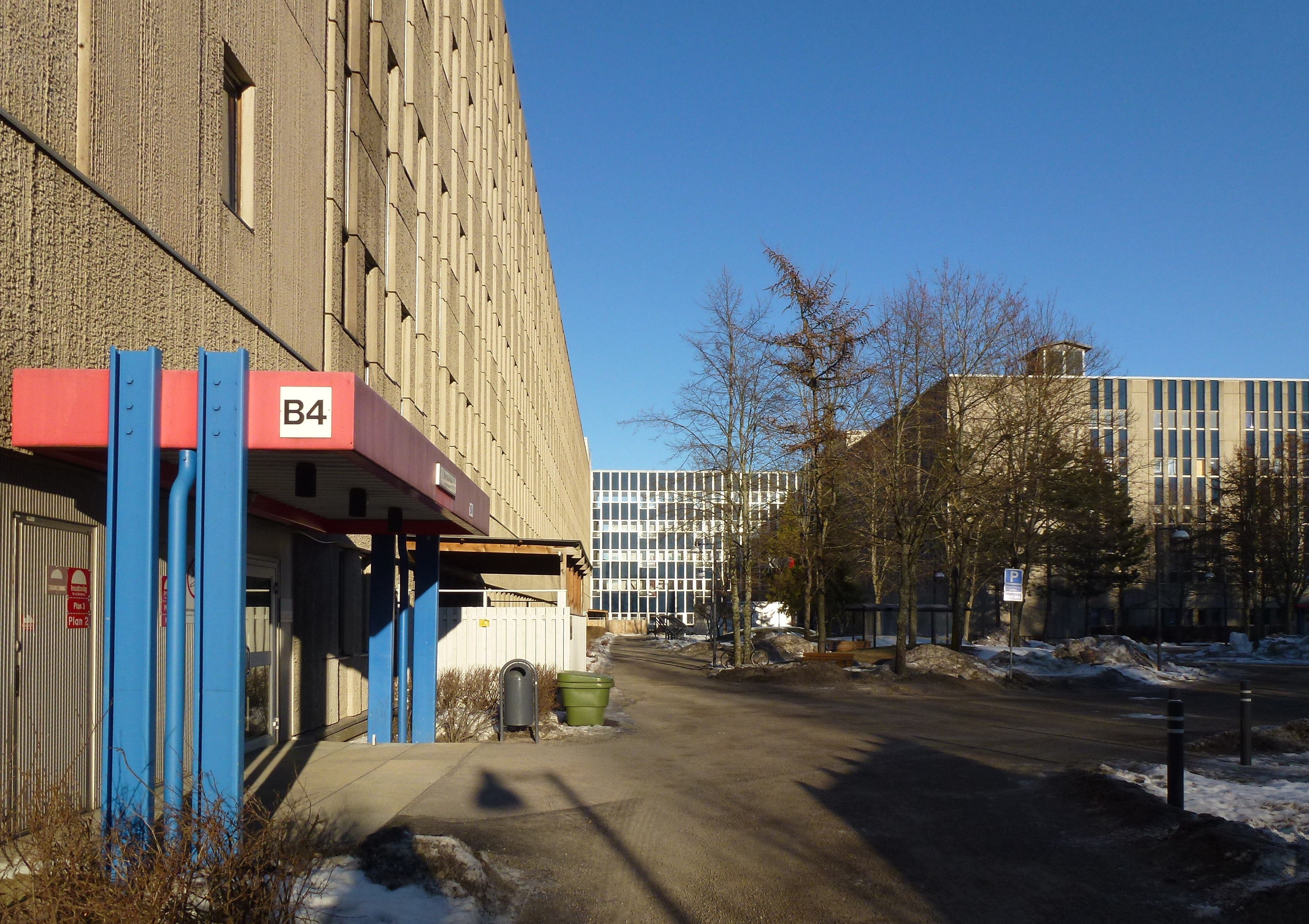
Instalaciones en Huddinge (fachada sur).